# Samuel Kilsztajn
Samuel Kilsztajn (Jafa, 9 de julho de 1951), palestino budista, filho de judeus poloneses sobreviventes do Holocausto, imigrou aos dois anos de idade para o Brasil, onde seus pais reencontraram seu perdido shtetl polonês no Bom Retiro, São Paulo. Participou ativamente do movimento político estudantil em 1968, durante a Ditadura Militar no Brasil, e seguiu carreira acadêmica na área da economia política, demografia e saúde pública. Professor e pesquisador da Unicamp, com pós-doutorado na New School for Social Research/Nova York, é Professor Titular em Economia Política pela PUC - SP. Começou a exercer a profissão de terapeuta chinês em 2010 e, desde 2012, tem se dedicado a escrever ensaios e memórias.

## Biografia
Samuel passou a infância no Bom Retiro e cursou o ensino médio no Colégio Estadual de São Paulo no Parque D. Pedro II. Durante a Ditadura Militar, aos 17 anos de idade, integrou o Partido Operário Comunista formado a partir da POLOP; foi preso político em 1971, indiciado como infrator da Lei de Segurança Nacional, julgado e absolvido em 1972. Graduou-se pela USP em 1974; recebeu o título de mestre em 1978 e doutor em 1984 pela Unicamp; e de professor titular em 1994 pela PUCSP. Coordenou o Programa de Pós-Graduação em Economia Política e o Laboratório de Economia Social – LES da PUCSP.

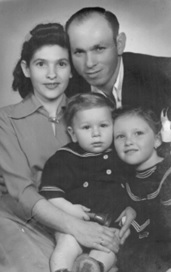
Jaffa, 1953

Dirigiu pesquisas em Economia Social (racismo, habitação, drogas) e Saúde Pública (economia da saúde, saúde reprodutiva, violência, AIDS). Samuel é colaborador do site A Terra é Redonda e do Le Monde Diplomatique - Brasil. Paralelamente às suas atividades acadêmicas, solicitou em 1994 e, por dez anos, acompanhou o tortuoso processo de tombamento do terreno do Parque Augusta. Em 2001, o Conpresp finalmente aprovou a abertura do processo de tombamento e o terreno foi efetivamente tombado em 2004. O Parque Augusta foi inaugurado em 2021, após ampla movimentação social em prol da transformação de 100% do terreno em parque público sem prédios. 
Em 2009 formou-se em acupuntura, fitoterapia e medicina chinesa pelo Cemetrac, na tradição do Mestre Liu Pai Lin.
Desde 2012 tem se dedicado a escrever ensaios e memórias da família e pessoais. Começou escrevendo as histórias de seus pais, que não queriam lembrar, mas esquecer o Holocausto; e passou a escrever as suas memórias da Ditadura Militar no Brasil. Entregou-se à sua língua e literatura materna, a  Língua iídiche; e, de acordo com os valores humanistas, pacifistas, internacionalistas e racionalistas que herdou, passou a militar no movimento pró-Palestina Livre. Durante a pandemia do coronavírus, empenhou-se, como costumaz viajante, em ruminar as suas pregressas viagens, rodando o mundo em palavras.

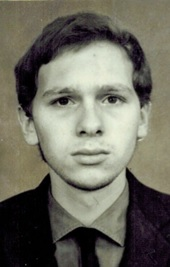
DOPS, 1971

## Produção acadêmica
- Capitalismo e personificação do capital, um estudo sobre a tecnocracia (Dissertação de Mestrado/1978)[14]

- Autoridades monetárias, dívida externa e haveres financeiros – Brasil – anos setenta (Tese de Doutorado/1984)[15]

- O acordo de Bretton Woods e a evidência histórica, o sistema financeiro internacional no pós-guerra (Pós-doutorado/1987)[16]

- Dowbor L, Kilsztajn S (orgs). Economia social no Brasil. São Paulo: SENAC, 2001 (menção honrosa do Prêmio Jabuti/2002)[17]

- Planos privados e assistência à saúde do idoso no Brasil (Prêmio em Economia da Saúde do IPEA/2004)[18]

- Céu, homem e terra na Medicina Chinesa (Centro de Estudos de Medicina Tradicional e Cultura Chinesa)[19]

- Autor de inúmeros artigos publicados em revistas acadêmicas nacionais e internacionais na área de economia política, demografia e saúde pública.[20][21]

## Ensaios e memórias

### Judaica – Palestina Livre
- Yiddish
- Shulem
- Returnees
- Jaffa
- Salaam Aleikum, Palestina!

### Política – Utopia
- 1968, sonhos e pesadelos
- Do socialismo científico ao socialismo utópico
- A era da distopia

### Viagens pictóricas
- New York, New York
- Rodando o mundo em palavras
- Partir c’est garder son équilibre

## Apresentações e entrevistas
- Yiddish Book Center[22]
- Returnees/Círculo de Reflexão #37, Casa do Povo
- Instituto Humanitas Unisinos[23]
- Memorial da Resistência/SP[24]